# Reflexió
|  | Per a altres significats, vegeu «Reflexió (desambiguació)». |

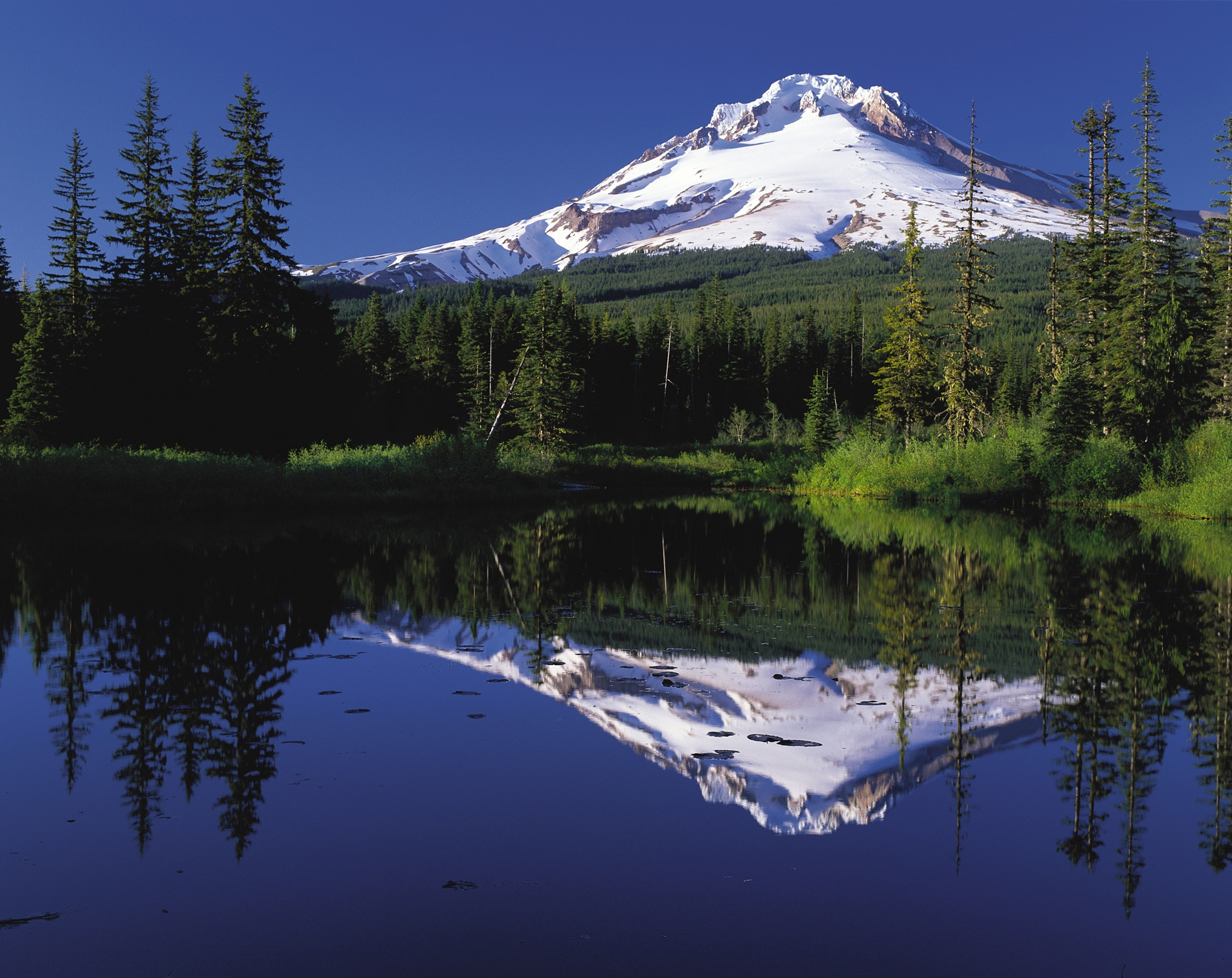
Reflexió del mont Hood sobre el llac Mirror d'Oregon (Estats Units)

La reflexió és el canvi de la direcció o del sentit de propagació d'un front d'ona en una interfície (superfície de separació) entre dos medis diferents de tal manera que el front d'ona retorna cap al medi en el qual s'havia originat. Alguns exemples típics són la reflexió de la llum, del so i de les ones d'aigua. La llei de la reflexió postula que, per una reflexió especular, l'angle en el qual l'ona incideix la superfície de reflexió (angle d'incidència, αi) equival a l'angle en el qual és reflectida (angle de reflexió, αr). A més a més, la velocitat de propagació és la mateixa abans i després de la reflexió de l'ona.
En acústica, la reflexió causa el fenomen de l'eco i es fa servir en el sistema del sonar. En geologia, la reflexió és important en l'estudi de les ones sísmiques. També es pot observar en molts tipus d'ones electromagnètiques i, evidentment, en la llum visible. La reflexió de VHF i freqüències elevades és important pel funcionament de la transmissió per ràdio i pels radars. Els miralls presenten reflexió especular.
El fenomen de la refracció, en canvi, consisteix també en un canvi de direcció de propagació però, a diferència de la reflexió, també contempla el canvi de medi.

## Reflexió de la llum

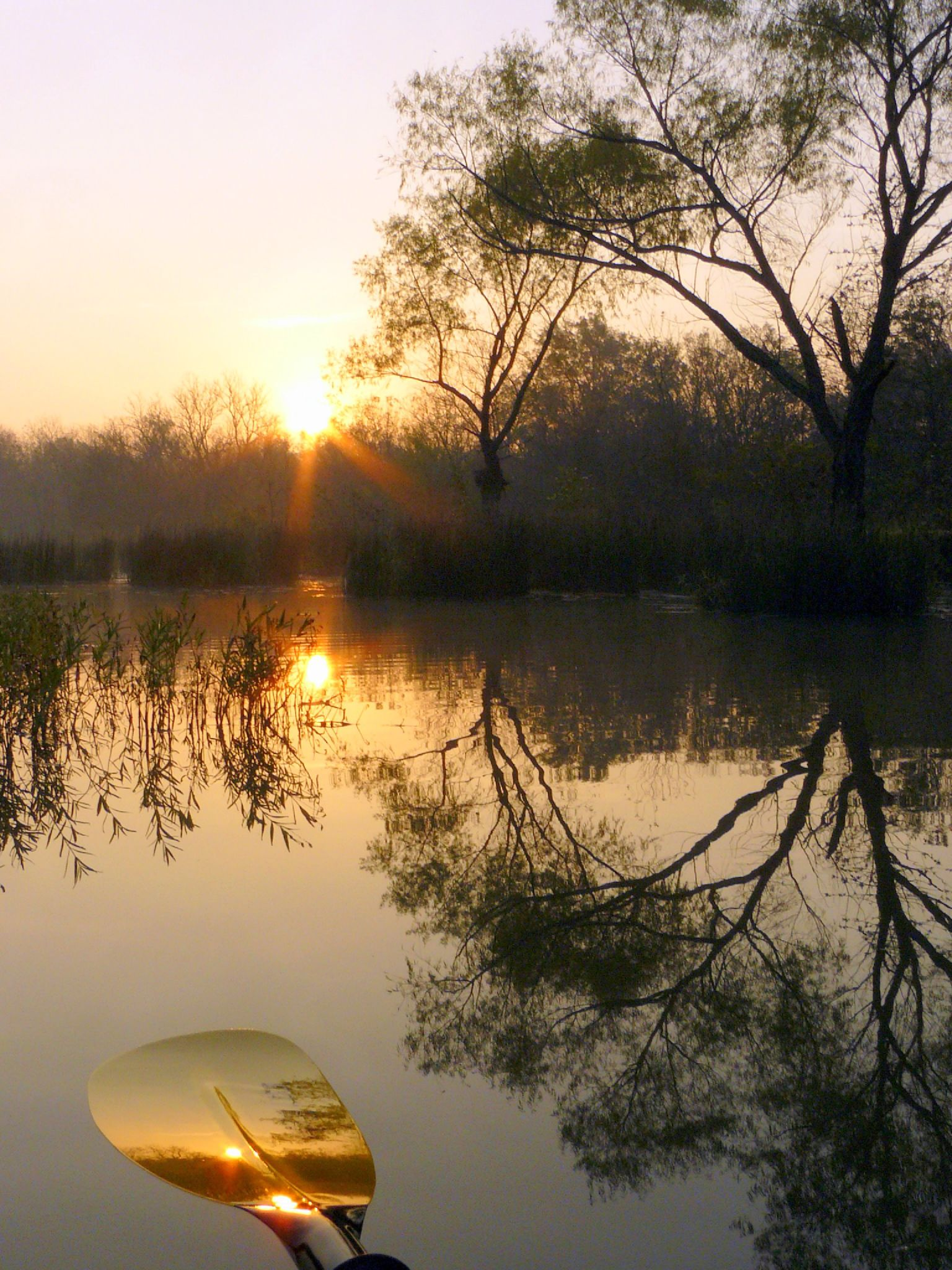
Doble reflexió: el sol es reflecteix en l'aigua, la qual es reflecteix en la pala.

La reflexió de la llum pot ser especular (com en un mirall) o difusa (retenint l'energia, però perdent la imatge) segons la naturalesa de la interfície. A més a més, si la interfície és entre un dielèctric i un conductor, la fase de l'ona reflectida es manté, però si la interfície és entre dos dielèctrics, llavors la fase pot ser mantinguda o invertida segons els índexs de refracció.
El mirall és el model més comú per la reflexió especular de la llum. Típicament consisteix en un full de vidre amb un recobriment metàl·lic sobre el qual té lloc la reflexió. La reflexió es millora en els metalls suprimint la propagació d'ona més enllà de la seva profunditat de penetració. La reflexió també ocorre a la superfície de medis transparents com l'aigua o el vidre.

Diagrama de la reflexió especular

En el diagrama de l'esquerra, un raig de llum PO incideix sobre un mirall vertical en el punt O, i el raig reflectit és OQ. Si es projecta una línia imaginària a través del punt O perpendicular al mirall (coneguda com la normal) es pot mesurar l'angle d'incidència, αi, i l'angle de reflexió, αr. La llei de la reflexió postula que αi=αr o, en altres paraules, que l'angle d'incidència equival a l'angle de reflexió.
De fet, la reflexió de la llum pot tenir lloc sempre que la llum viatja des d'un medi amb un cert índex de refracció cap a un medi amb un índex de refracció diferent. En el cas més general, una certa fracció de la llum és reflectida des de la interfície, i la fracció que roman és refractada. La resolució de les equacions de Maxwell per un raig de llum incidint sobre una frontera permet la derivació de les equacions de Fresnel, que es poden utilitzar per predir quina quantitat de llum és reflectida i refractada en una certa situació. La reflexió interna total de la llum des d'un medi més dens ocorre si l'angle d'incidència és superior a l'angle crític.
Quan la llum és reflectida d'un material més dens (amb un índex de refracció més elevat) que el medi extern, pateix una inversió de polaritat. Per l'altra banda, en un material menys dens (amb un índex de refracció menor) el material reflecteix llum en fase. Aquest principi és important en el camp de l'òptica de pel·lícula fina.
La reflexió especular forma imatges. La reflexió en una superfície plana forma una imatge especular, la qual sembla que estigui invertida de dreta a esquerra perquè hom compara la imatge que veu amb l'altra que veuria si fos girat en la posició de la imatge. La reflexió especular en una superfície corba, d'altra banda, forma una imatge que pot resultar engrandida o minorada; els miralls corbs tenen potència òptica, i la seva superfície sol ser esfèrica o parabòlica.

Refracció, angle crític i reflexió interna total de la llum en la interfície entre dos medis. L'angle d'incidència (θ_{1}) i l'angle de reflexió (θ₂), en el cas de la reflexió, són equivalents.

Plantilla:Clearright

### Lleis de la reflexió

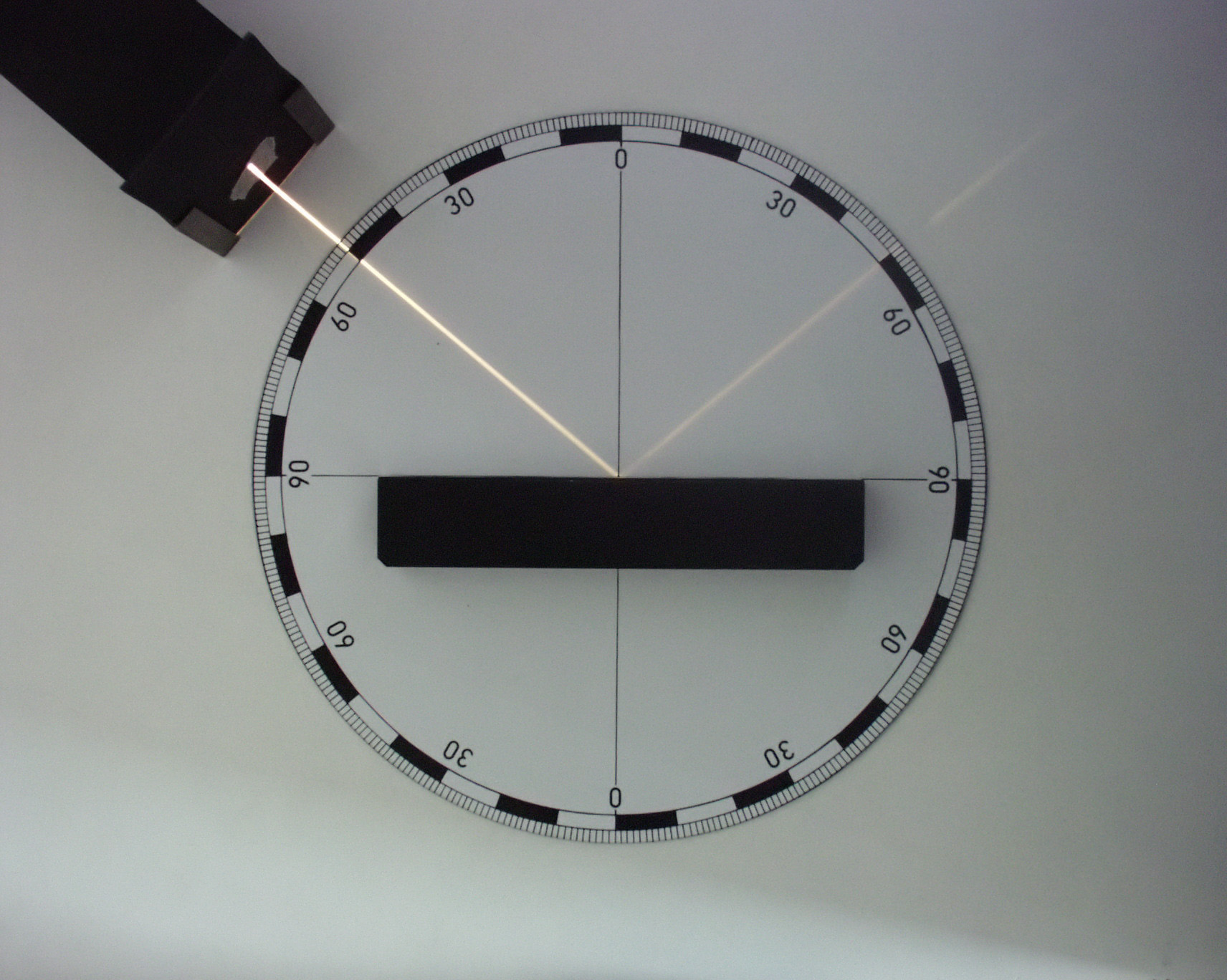
Exemple de la llei de reflexió

Si la superfície de reflexió és molt suau, la reflexió de llum s'anomena reflexió especular. Les lleis de la reflexió són les següents:
1. El raig incident, el raig reflectit i el normal a la superfície de reflexió al punt d'incidència es troben en el mateix pla.
2. L'angle que el raig incident forma amb la normal equival a l'angle que el raig reflectit forma amb la mateixa normal.
3. El raig reflectit i el raig incident es troben en costats oposats de la normal.

Aquestes tres lleis es poden derivar a partir de l'equació de reflexió.

#### Mecanisme
En electrodinàmica clàssica, la llum es considera una ona electromagnètica que ve descrita per les equacions de Maxwell. Les ones de llum que incideixen sobre un material indueixen petites oscil·lacions de polarització en els àtoms individuals (o oscil·lació d'electrons, en metalls) que causen que cada partícula radiï una petita ona secundària (en totes direccions). Totes aquestes ones se sumen i resulten en una reflexió i refracció especular, segons el principi de Huygens-Fresnel.

### Reflexió difusa

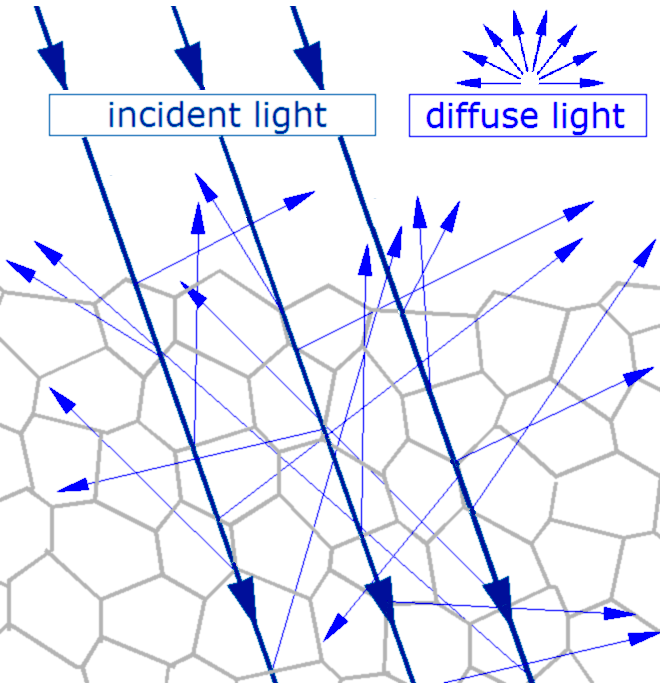
Mecanisme de dispersió general, que produeix reflexió difusa en una superfície sòlida

Quan la llum incideix sobre la superfície d'un material (no metàl·lic) rebota en totes direccions a causa de les reflexions múltiples causades per les irregularitats microscòpiques de dintre del material (per exemple les fronteres de gra d'un policristall o les fronteres de cèl·lula o fibra d'un material orgànic) així com per la seva superfície, si és rugós: això s'anomena reflexió difusa. La forma exacta de la reflexió depèn de l'estructura del material. Un model comú per la reflexió difusa és la reflectància lambertiana, segons el qual la llum és reflectida amb igual luminància (en fotometria) o radiància (en radiometria) en totes les direccions, tal com defineix la llei del cosinus de Lambert (o llei de Beer-Lambert).
La llum que reben els ulls provinent dels objectes és deguda a la reflexió difusa en la seva superfície, per la qual cosa aquest fenomen és el mecanisme primari d'observació.

## Aplicacions
En general, hi ha tres àmbits els quals aprofiten les propietats del fenomen de la reflexió: òptica, acústica i telecomunicacions.

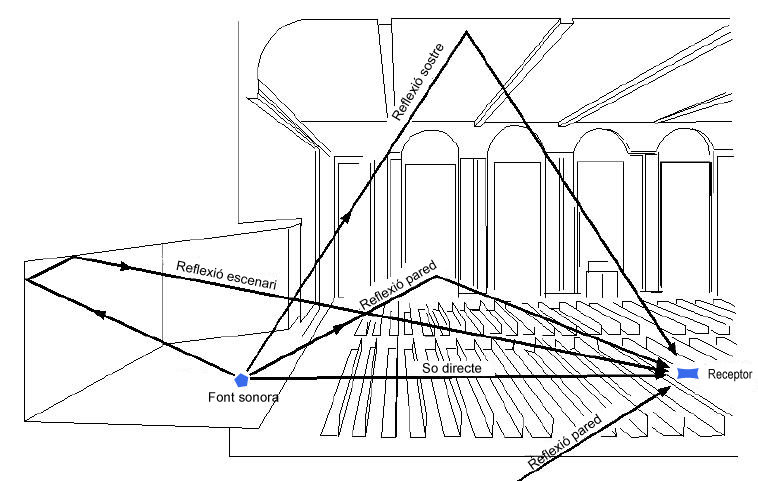
Reflexions dins d'un recinte tancat.

- Òptica: Els miralls plans d'ús domèstic, els miralls retrovisors, telescopics i instruments amb miralls per a guiar feixos laser.
  - Els miralls domèstics plans es basen en una placa de vidre i una superfície metàl·lica dipositada a la superfície posterior.
  - Hi ha miralls de bany, generalment rodons, que permeten una visió augmentada del rostre. Es tracta de miralls esfèrics o parabòlics.
  - De miralls retrovisors n'hi ha de plans i de curvats. La forma curva permet una visió angular més gran, però deforma les imatges i pot enganyar amb les distàncies (alguns models avisen de forma permanent d'aquesta realitat).
  - Telescopis.
    - Telescopis d'un mirall únic. El cas més senzill d'un telescopi reflector és el que es basa en un mirall parabòlic (o esfèric) únic.
      - De manera semblant al telescopi d'una sola lent, és possible definir el telescopi d'un sol mirall.[3][4][5] Traduint (de manera aproximada) les paraules de Sir David Brewster: «…Un simple mirall còncau és, seguint el principi anterior, un telescopi reflector. No té cap importància que la imatge sigui produïda per refracció o reflexió. Hi ha però un problema: no es pot mirar la imatge sense interceptar el camí dels raigs de llum de l'objecte. Però, si el mirall és prou gran o l'observador se situa obliquament al mirall (permetent que arribi prou llum des de l'objecte) es podrà usar aquest tipus de telescopi. El Dr. Herschel, emprant el seu gran mirall de 4 peus de diàmetre i 40 peus de distància focal de la manera descrita, va descobrir un dels satèl·lits de Saturn».
- Cesare Cantù, en una referència al telescopi del far d’Alexandria,[6] esmenta la possibilitat d’un telescopi d’un sol mirall a Ragusa.[7]
  -     - Telescopis reflectors
      - Newtonià.
      - Ritchey-Chretien. El més utilitzat en els telescopis professionals.
      - Cassegrain. Desenvolupat poc després que els telescopis newtonians en el segle xviii.
      - Gregory. Gràcies a un mirall secundari còncau permeten obtindre una imatge no invertida apta per a l'observació terrestre. No són molt populars en l'actualitat.
      - Schmidt-Cassegrain. El mirall primari parabòlic es substitueix per un mirall esfèric i l'aberració esfèrica es corregeix amb una placa de Schmidt en el mirall secundari. Permet combinar bones característiques de reflectors i refractors, i s'utilitzen normalment per a obtindre imatges de camp ampli. També són molt populars entre els aficionats.
      - Maksutov.
      - Schmidt. Utilitzat per a obtindre fotografies de gran camp.

    - Telescopis catadiòptrics

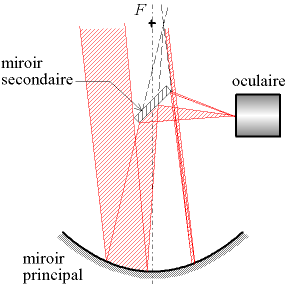
Newtonià
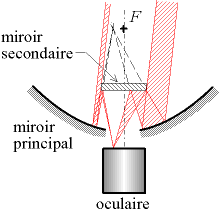
Cassegrain
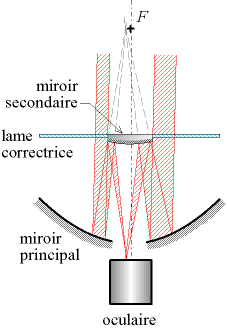
Schmidt-Cassegrain
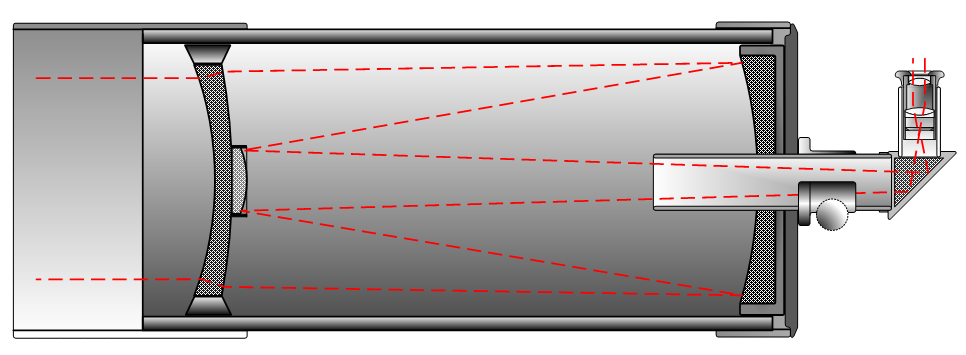
Maksutov-Cassegrain

- Fonts lluminoses
- Conductes de llum
- Fibra òptica
- Pedres tallades en gemologia
- Prisma de coberta

.
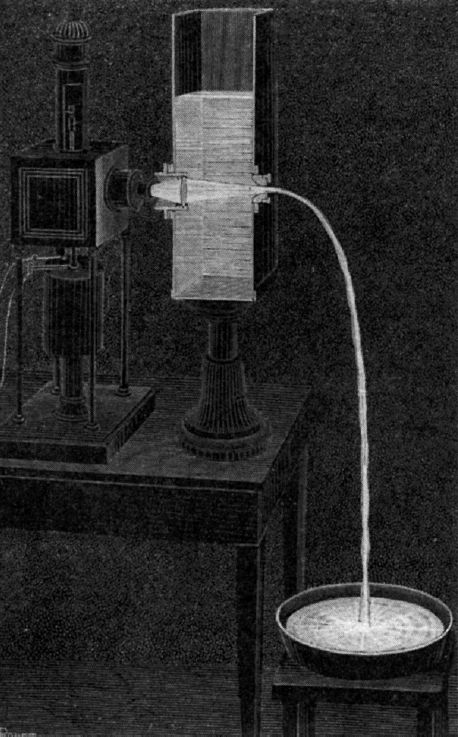
1884. Primer esment del tub de llum de Daniel Colladon.
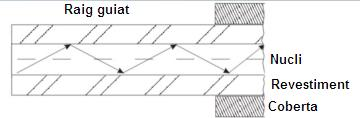
.

- Acústica: Aprofita les múltiples reflexions, d'ones sonores, que esdevenen dins d'un recinte tancat, per a produir diversos efectes: ∆sonoritat, ∆intel·ligibilitat o ∆impressió espacial. Tot això es fa a partir de la lectura d'una representació anomenada reflectograma, en concret la part corresponent a les primeres reflexions útils, ja que són les encarregades de produir els efectes esmentats. A més a més, qualsevol reflexió d'una ona, que es produeixi dins d'una sala, pot provocar l'aparició de les denominades anomalíes acústiques, les quals empitjoren les condicions acústiques del recinte, disminuint la seva intel·ligibilitat, sonoritat i impressió espacial. Típicament en són tres: eco, eco flotant i focalització del so.
- Telecomunicacions:
  - Modulacions digitals: Actualment, la radiodifusió terrestre fa servir una modulació anomenada COFDM (Coded Ortogonal Frequency Division Modulation), que ha estat adoptada pels estàndard DAB, DRM, DVB-T i DVB-H. El principal problema en la transmissió terrestre de qualsevol senyal, a les bandes d'UHF i FM, és la generació de nombroses reflexions difuses, que provoquen l'efecte multicamí. Aquest fenomen causa doble imatge en el cas de receptors de TV analògica o encavalcament entre símbols consecutius, en el cas de TV digital. Cal dir que aquest efecte de rebot, es modela com la suma al senyal útil, x(t), d'una rèplica retardada T, x(t-T): y(t)=x(t)+x(t-T). Per tant, per tal d'evitar al màxim possible aquest efecte, la modulació COFDM transmet els símbols en paral·lel, modulant milers de portadores ortogonals (funció sinc), i augmenta molt el temps de símbol.
  - Adquisió 3D: Avui dia la tencologia 3D està en clara progressió; tant en investigació com en el seu ús. En principi, per tal de captar una imatge en tres dimensions calen dues càmeres amb un objectiu cadascuna, o bé una que sigui capaç de fer-ho sense necessitat de cap altra; dos objectius. Un altre tipus de càmeras capturadores d'imatges en 3D són les càmeres IR. Aquestes actuen com a emisores i receptores de raigs infraroigs (perquè els éssers humans no som capaços de veure'ls). El seu funcionament es basa en l'emissió d'un raig infraroig en direcció a l'objecte que es vol adquirir i en la recepció de la reflexió especular del raig, provinent de l'objecte esmentat. Aleshores, a partir de la velocitat de propagació del raig i del TOF, la càmera pot generar la informació de profunditat d'aquell píxel que estiguem captant. Si continuem fent aquest procés per a tots els píxels del cos que volem adquirir, al final aconseguirem una imatge en 3D, gràcies a la col·locació de cadascun d'ells en una capa diferent, segons la profunditat calculada per la càmera IR, per aquell píxel en concret. Cal dir que per tal de reproduir en 3D aquestes captures, és necessari utilitzar unes pantalles especials i per tal de ser captades correctament pels éssers humans, es necessiten unes ulleres anaglifo.